# 索雷阿克
索雷阿克（法語：Soréac，法語發音：[sɔʁeak]）是法国上比利牛斯省的一个市镇，位于该省北部，属于塔布区。

## 地理
索雷阿克（43°18'48"N, 0°9'31"E）面积2.31 平方千米，位于法国奧克西塔尼大區上比利牛斯省，该省份为法国西南部内陆省份，北至热尔省，西接大西洋比利牛斯省，南与西班牙接壤，东临上加龙省。
与索雷阿克接壤的市镇（或旧市镇、城区）包括：卡斯泰拉卢、布伊-佩勒伊、杜尔斯、卢伊。

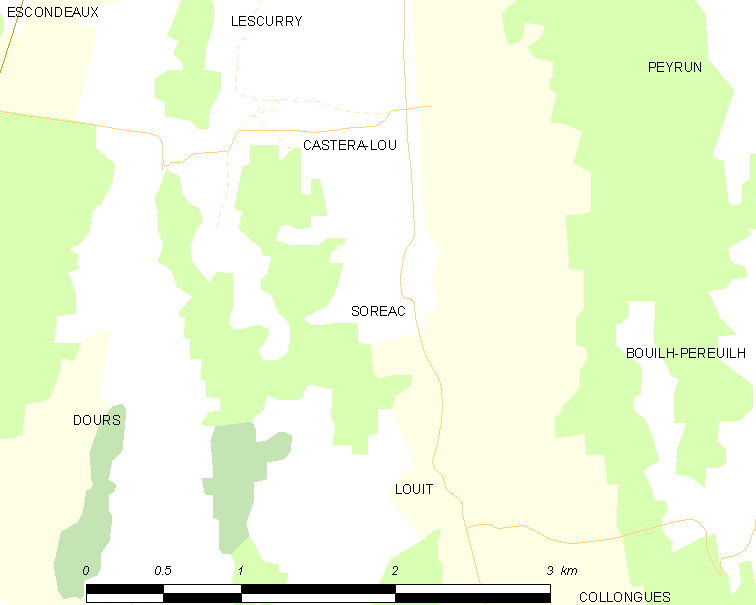
索雷阿克的OSM定位图

索雷阿克的时区为UTC+01:00、UTC+02:00（夏令时）。

## 行政
索雷阿克的邮政编码为65350，INSEE市镇编码为65430。

## 政治
索雷阿克所属的省级选区为山丘县。

## 人口

1962-2008年间索雷阿克人口变化图示

索雷阿克于2022年1月1日时的人口数量为46人。